# Przegroda ochronna (elektryczna)
Przegroda ochronna – część zabezpieczenia przed dotykiem bezpośrednim (Ochrona podstawowa) ze wszystkich normalnych kierunków dostępu. 